# Stelling Den Helder
De Stelling Den Helder werd sinds de Tachtigjarige Oorlog gebruikt als verdediging tegen aanvallen uit zee en vanaf 1810 werd de linie op last van Napoleon Bonaparte uitgebouwd. In de jaren hierna werd door de Nederlandse Staat, en in de jaren 1940-45 door de Duitse bezetter, de Stelling verder uitgebouwd. Na de Tweede Wereldoorlog raakte ze in verval en tussen 1951 en 1957 werden alle forten opgeheven.

## Inleiding
Aan het eind van de 18e eeuw was Den Helder een belangrijke havenplaats voor de marine en particuliere reders. De haven lag aan open zee en in geval van nood kon hij snel verlaten worden. Dankzij de sterke stroming was de ijsvorming in de winter beperkt. Ter beveiliging waren slechts enkele batterijen aan de zeezijde aangelegd. Aan de landzijde was nauwelijks iets geregeld. Ten zuiden lag een groot moeras dat bij hoogwater gedeeltelijk onderliep en Den Helder was vanaf het vasteland alleen bereikbaar via een smalle duinstrook van enkele honderden meters breed. Een landing van buitenlandse troepen op het strand werd niet reëel geacht. Vanwege deze omstandigheden achtte men een aanval vanuit het zuiden bijna onmogelijk waardoor de verdediging hier geen aandacht kreeg.
In augustus 1799 landde een Britse-Russische troepenmacht in de kop van Noord-Holland op zo'n 10 kilometer ten zuiden van Den Helder. In korte tijd viel de plaats in handen van de aanvallers. Dit gebeurde zonder noemenswaardige strijd, want de verdedigingsmacht had zich dwars door het moeras van Koegras teruggetrokken naar Zijpe. Op 19 november 1799 werd Den Helder door de Engelsen ontruimd. Er was veel schade aangericht; de haven was leeg en onbruikbaar en vlak voor de aftocht hadden de Engelsen een geladen schip in de monding van het Nieuwediep laten zinken.
De haven had zijn militaire waarde bewezen, maar het gemak waarmee hij was ingenomen leidde tot grootse plannen om de landverdediging te verstevigen met de Stelling Den Helder.

## Versterkingen onder Frans bewind
In 1807 bezocht koning Lodewijk Napoleon Den Helder, het Nieuwediep en de aanwezige schepen. Hij was onder de indruk van de haven en stelde voor de locatie te versterken. In datzelfde jaar werden diverse plannen gemaakt. Luitenant-kolonel der fortificatiën C.R.T Kraijenhoff presenteerde een plan om het Schulpengat te verdedigen door een fort bij Kijkduin en een waterfront tegenover Batterij de Revolutie. Jan Blanken kwam ook met ideeën om twee waterforten te bouwen. Later in 1807 kwam de Franse minister Decrés ook nog naar de plaats om een eigen indruk te vormen over de kwaliteiten van Den Helder als marinehaven.
De daadwerkelijke aanleg van de verdedigingswerken kreeg een belangrijke impuls in 1811. In dat jaar arriveerde keizer Napoleon Bonaparte in Nederland. Hij bezocht op 16 en 17 oktober Den Helder. Hij was bijzonder onder de indruk van de strategische ligging en besloot om van Den Helder het "Gibraltar van het Noorden" te maken. Er was haast, al in 1812 moest de haven in een verdedigbare staat verkeren. Napoleon bereidde de inval van Rusland voor en hij was bang dat Engeland Nederland zou aanvallen tijdens zijn afwezigheid. Direct werd begonnen met de bouw. Bij het Schulpengat werd Fort Dufalga op de duinen gebouwd, gevolgd door Fort Morland, Fort Lasalle en ten slotte L'Écluse. De laatste drie forten zijn nu bekend als Fort Kijkduin, Fort Erfprins en Fort Dirks Admiraal. De forten Erfprins, Dirks Admiraal en Westoever werden door een verdedigingslinie met elkaar verbonden.

## Latere aanpassingen
Kort na het gereedkomen van het Nieuwediep bestond de behoefte aan een kustbatterij of fort op de Harssens om de haventoegang te verdedigen. De Harssens was een ondiepte waar de Nieuwediep en het Marsdiep bij elkaar kwamen. In 1803 werden plannen gemaakt voor fort Risban, maar tot de bouw hiervan kwam het niet. In 1813 kwam een nieuw plan, onder de naam Waterfort, maar wederom werden het fort niet gerealiseerd. Het duurde tot 1875 toen minister Enderlein zijn plannen lanceerde voor een fort, maar zijn opvolger, Reuther, wist de bouw te realiseren. In 1879 werd de bouw gestart en in 1884 kwam het pantserfort Harssens gereed met twee pantserkoepels elk met twee kanonnen met een kaliber van 30,5 cm.

## Opbouw
De volgende forten en batterijen van de Stelling Den Helder zijn nog (deels) intact:
- Fort Kijkduin
- Fort Erfprins
- Fort Dirks Admiraal
- Fort Harssens
- Fort Westoever
- Fort Oostoever
- Batterij Kaaphoofd
- Oostbatterij